# هيلينا دو
هيلينا دو (بالإنجليزية: Helena Dow)‏ هي مبارزة بالسيف أمريكية، ولدت في 27 أكتوبر 1917 في باترسون في الولايات المتحدة، وتوفيت في 22 أبريل 1998 في نيويورك في الولايات المتحدة.

## وصلات خارجية
- هيلينا دو على موقع أوليمبيديا (الإنجليزية)